# Athlone
Athlone (irl. Baile Átha Luain lub w wersji skróconej Áth Luain) – miasto w Irlandii leżące na terenie dwóch hrabstw: Westmeath, w którym znajduje się większość terenów miejskich oraz Roscommon.

## Nazwa
Nazwa (z irlandzkiego Baile Átha Luain) oznacza "miasto brodu Luan".

## Geografia
Athlone leży nad rzeką Shannon i jest największym miastem Irlandii leżącym w głębi lądu. Miasto położone jest blisko centrum wyspy, blisko granicy dwóch hrabstw: Roscommon oraz Westmeath, które należą odpowiednio do prowincji Connacht oraz Leinster.

## Gospodarka
W mieście rozwinął się przemysł włókienniczy, elektrotechniczny, chemiczny oraz meblarski.